# Hundredth
Hundredth est un groupe américain de rock alternatif, originaire de Myrtle Beach, Caroline du Sud. Il est formé en 2008 et mené par le chanteur et auteur-compositeur Chadwick Johnson. Le groupe compte cinq albums et cinq EP. Le groupe commence par jouer du hardcore mélodique qui se transforme en rock indépendant à la sortie de l'album Rare en 2017.

## Histoire

### Débuts (2008–2018)
Hundredth est formé en 2008 à Myrtle Beach à partir d'un groupe précédent appelé the Hundredth. Après avoir sorti l'EP Dusk, le groupe commence à jouer sur scène. Leur premier album When Will We Surrender est publié le 30 mars 2010 par Mediaskare Records. Le premier single de cet album est Desolate, et un clip vidéo est publié le 18 mars 2010 sur YouTube. Leur deuxième album, Let Go, est publié le 27 septembre 2011 par Mediaskare Records. Le premier single de cet album, Live Today, est publié le 22 juillet 2011 sur la chaîne YouTube de Mediaskare Record. Le groupe sort deux EP, Revolt et Resist sur Mediaskare et No Sleep records en 2013-2014. L'album atteint le classement Billboard Heatseekers en octobre 2011,
Le groupe signe chez Hopeless Records en 2014, et sort le 12 juin 2015 son troisième album Free. Ils font la promotion de la sortie de leur troisième album lors du Vans Warped Tour 2015. Le groupe fait de nombreuses tournées pour soutenir l'album tout au long de l'année 2016, notamment en Europe. Début 2016, le groupe se sépare du guitariste Blake Hardman et accueille de nouveau le membre original Alex Blackwell.
Début 2017, ils travaillent avec le producteur Sam Pura pour enregistrer l'album Rare, sorti le 16 juin 2017 sur Hopeless Records, qui marque un changement de style pour le groupe, s'éloignant de leur son hardcore mélodique établi et s'orientant vers le shoegazing et le rock indépendant. Johnson explique que « la vérité est que nous ne voulions pas continuer à faire la même chose encore et encore. Produire un disque 'sûr' pour que le train avance et que nous ayons de la nourriture sur la table. Nous avons vidé notre veine 'hardcore' sur Free. Après cela, nous nous sommes sentis insatisfaits et enfermés ». Rare est inclus dans le Top 50 des albums de 2017 par Stereogum. Hundredth est salué comme étant « en bonne voie pour entrer dans le panthéon indie des actes rock impénétrables » par Alternative Press.
Fin 2017, le chanteur/guitariste Chadwick Johnson annonce un projet solo Pure Violet avec la première de deux singles Garden et Numb sur Stereogum.
Le 15 juin 2018, Hundredth sort Ultrarare, un EP de remixes/interprétation de leur album Rare de 2017. L'EP de 7 chansons est produit, mixé et masterisé par le vocaliste Chadwick Johnson. Parlant de l'inspiration de l'EP, Johnson déclare qu'il « a commencé à jouer sur quelques chansons en utilisant des synthés au lieu de guitares et les chansons sont allées dans un endroit complètement différent. Rare, c'est l'excitation. Ultrarare, c'est la descente ».
Le groupe annonce le 17 novembre 2018 sur ses réseaux sociaux s'être séparé de Hopeless Records et qu'il est « officiellement un groupe indépendant ».

### Somewhere Nowhere(depuis 2019)
Le 10 mai 2019, le groupe annonce le morceau Whatever. Le 22 mai, le single Whatever est dévoilé en avant-première sur Stereogum, qui déclare à propos du morceau : « Conformément à ses influences, l'accroche du morceau est plus qu'accrocheuse, réussissant à atterrir avec une grâce absolue dans l'espace imprégné d'écho et de réverbération. Le single numérique Whatever est officiellement publié sur toutes les plateformes de streaming le 24 mai 2019. Il est suivi par Leave Yourself, Cauterize et Iridescent au cours de l'été. Ce dernier présenté comme un EP avec les trois titres précédents inclus.
Le 2 septembre 2020, Hundredth annonce son cinquième album studio Somewhere Nowhere, qui est auto-édité le 9 octobre 2020. Le premier single de l'album, Bottle It Up, est publié sur toutes les plateformes de streaming le même jour. L'album de 14 titres comprend tous les titres précédemment sortis cette année-là,.

## Membres

### Membres actuels
- Chadwick Johnson – chant (depuis 2008), guitare rythmique, claviers (depuis 2017)
- Alex Blackwell IV – guitare solo, chœurs (2008–2012, 2016), claviers (depuis 2020)
- Andrew Minervini –  guitare rythmique (2010–2017), basse (depuis 2017)

### Anciens membres
- Blake Hardman – guitare solo (2013–2015)
- Joel Gunter – guitare rythmique (2008–2010)
- Michael Raymo – basse (2008–2010)
- J. P. Gressman – basse (2011–2016)
- Matt Koontz – batterie (2008–2014, tournée 2018-2020)
- Lee Hutchison – batterie (2015–2018)